# Josef Jadassohn

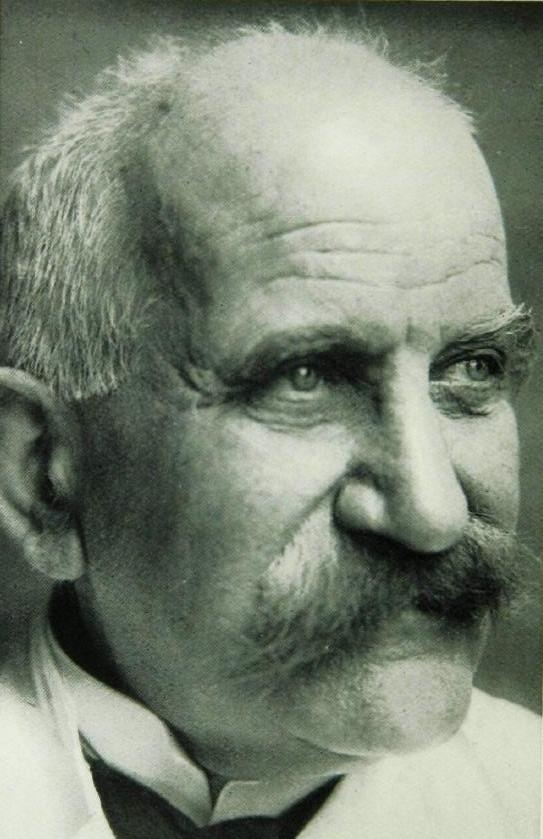
professor Josef Jadassohn

Josef Jadassohn (Liegnitz, 10 september 1863 – Zürich, 24 maart 1936) was een Duitse huidarts in Breslau en hoogleraar.

## Levensloop
Jadassohn studeerde geneeskunde aan de universiteiten van Göttingen, Breslau, Heidelberg en Leipzig. In Leipzig promoveerde hij met een proefschrift over cholera. Hij keerde terug naar Breslau waar hij zich specialiseerde in de dermatologie (1887-1892). Hij bleef er nadien werkzaam in de kliniek van huidziekten. In 1896 werd Jadassohn benoemd tot hoogleraar dermatologie en syfilis aan de universiteit van Bern. Hij keerde terug naar Breslau in 1917 omwille van een benoeming tot hoogleraar dermatologie; hij bleef er werkzaam tot zijn emeritaat in 1931. 
In 1933 vluchtte hij uit Duitsland omwille van het opkomende nazisme. Professor emeritus Jadassohn had immers Joodse voorouders. Hij vond onderkomen in Zwitserland, waar hij in 1936 overleed.

## Werk
Meerdere huidziekten dragen de naam van Jadassohn. Dit had te maken met de microscopische onderzoeken waarmee hij zieken kon benoemen. Zo dragen huidziekten zoals bijvoorbeeld pachyonychia congenita hereditaria en naevus sebaceus zijn naam. Ook infectieziekten heeft hij onderzocht - bijvoorbeeld pyodermie, huidtuberculose, lepra, huidschimmels - alsook geslachtsziekten  en vitaminetekorten zoals pellagra.